# Клокот (река)
Клокот је кратка река, лева притока реке Уне. Извире недалеко од Бихаћа, протиче кроз насеље Клокот, па се после 4,5 km тока улива у реку Уну.
Извире близу аеродрома Жељаве у подножју планинског масива Пљешевице. Има јак извор и спорији ток с мало брзака на извору. Највећим делом свог тока, Клокот протиче кроз ширу периферију Бихаћа. Дубина реке креће се од 0,5 до 4 метра . Просечна температура воде креће се од 8 до 10 степени. Дно је обрасло различитим воденим биљкама и алгама, који су станиште за речне ракове и рибљу млађ. Најчешће се може уловити: калифорнијска пастрмка, поточна пастрмка, а ређе липљан и младица. Готово целим током Клокот тече поред ливада и пашњака с изузетком дела у близини самог извора, који је окружен густим зимзеленим дрвећем. 
На реци се око 200 м пре ушћа у Уну налази мост преко којег води магистрални пут М5 из Бихаћа у правцу граничног прелаза са Хрватском у Изачићу.